# Amir Ajmal Tahir
Mohammad Amir Ajmal bin Mohammad Tahir là một cầu thủ bóng đá đến từ Brunei thi đấu cho MS ABDB ở vị trí tiền vệ.
Amir Ajmal cầu thủ quốc tế thi đấu cho Đội tuyển bóng đá quốc gia Brunei. Anh từng được lựa chọn vào đội hình sơ loại tham dự AFF Cup 2012, nhưng cuối cùng không có suất trong đội hình chính thức.
Em trai của anh Aminuddin Zakwan Tahir cũng là một cầu thủ bóng đá thi đấu cho Brunei DPMM FC.